# Баранов, Никита (футболист)
Никита Баранов (род. 19 августа 1992, Таллин) — эстонский футболист, центральный защитник клуба «Пюник» и сборной Эстонии.

## Клубная карьера
Выступал за футбольный клуб «Пума Таллинн» в детской и юношеской системе с 1999 по 2008 годы. В 2008 году 16-летний Баранов, дебютировал во взрослом чемпионате второй лиги Эстонии в составе клуба «Арарат» (Таллин) на правах аренды. В молодёжной карьере выступал в составах команд системы «Флора» — в 2007 году в команде «Флора» (Раквере), в 2008 году за «Варриор» Валга.
В 2010 году подписал контракт с клубом «Флора» из его родного города. Выиграл дважды Чемпионат Эстонии по футболу (2011 и 2015 годы), трижды Кубок Эстонии по футболу (2010-11, 2012-13, 2015-16), а также четырежды Суперкубок Эстонии по футболу (2011, 2012, 2014, 2016 годы).
15 февраля 2017 года Баранов присоединился к норвежскому клубу «Кристиансунн». В дальнейшем выступал за норвежский «Согндал», болгарский «Берое», армянский «Алашкерт».

## Выступления за сборную
Баранов дебютировал за национальную сборную Эстонии 11 ноября 2015 года в товарищеском матче со сборной Грузии (3:0).

## Достижения

### Командные
«Флора»
- Чемпион Эстонии (2): 2011, 2015
- Обладатель Кубка Эстонии (3): 2010/11, 2012/13, 2015/16
- Обладатель Суперкубка Эстонии (4): 2011, 2012, 2014, 2016